# Sony Ericsson Xperia pro
索尼愛立信Xperia Pro是索尼愛立信的Android智能手機。在2011年第2季度推出。上市時採用Android 2.3作業系統，並支援最高Android 4.0（Ice Cream Sandwich）的升級)。

## 外部連結
- Xperia Pro official website
- Whitepaper PDF with technical details （页面存档备份，存于）
- Specifications at gsmarena.com （页面存档备份，存于）